# Pintér György (hangmérnök)
Pintér György (Budapest, 1929. január 11. – Székesfehérvár, 2003. augusztus 31.) magyar hangmérnök.

## Életpályája
Egyetemi tanulmányait a Budapesti Műszaki és Gazdaságtudományi Egyetemen végezte 1947–1951 között. 1951-1989 között a Mafilm hangmérnöke volt. 1962-ben készítette el az első magyar sztereó hangú kísérleti kisfilmet. 1987–ben az Osztrák Hangmérnökszövetség tiszteletbeli tagja lett. 1998–2000 között a Duna Televízió elnöksége tanácsadó testületének tagja volt.
Részt vett a teljesen utószinkronnal készített filmek technikai és művészi technológiájának kidolgozásában, stúdiók, műtermek akusztikai tervezésével foglalkozott, képezte a Mafilm hangmérnökeit. Több mint százhúsz magyar és külföldi film hangmérnöke volt. Munkatársai voltak többek között Rónai Gyula, Gertler Viktor, Fábri Zoltán, Jancsó Miklós, Szabó István, Kardos Ferenc, Gaál István és Kósa Ferenc.
A hangosfilmek hangtechnikája címmel az Optikai, Akusztikai és Filmtechnikai Egyesület kiadta az 1960/1970-es években közel 100 oldalas írását, amelyet a Filmgyártási szaktanfolyam jegyzeteként használtak.

## Családja
Szülei: Pintér Ferenc és Szántay Mária voltak. Felesége, Oltay Auguszta volt. Egy fiuk született; György (1959).

## Filmjei

### Színészként
- Égi bárány (1970)
- Végre, hétfő! (1971)
- Még kér a nép (1972)
- Kék Duna keringő (1992)

### Hangmérnökként
- Állami Áruház (1953)
- Fel a fejjel (1954)
- Gázolás (1955)
- Hannibál tanár úr (1956)
- Körhinta (1956)
- A nagyrozsdási eset (1957)
- Bolond április (1957)
- Csempészek (1958)
- Kölyök (1959)
- Bogáncs (1959)
- Akiket a pacsirta elkísér (1959)
- Kálvária (1960)
- Légy jó mindhalálig (1960)
- Próbaút (1961)
- Két félidő a pokolban (1961)
- Felmegyek a miniszterhez (1962)
- Nappali sötétség (1963)
- Egyiptomi történet (1963)
- Bálvány (1963)
- Rab Ráby (1964)
- Álmodozások kora (1964)
- Új Gilgames (1964)
- Butaságom története (1965)
- Gyerekbetegségek (1965)
- És akkor a pasas… (1966)
- Apa (1966)
- Ezek a fiatalok (1967)
- Tízezer nap (1967)
- Ünnepnapok (1967)
- Szevasz, Vera! (1967)
- Bors (1968)
- Keresztelő (1968)
- Sirokkó (1969)
- Holdudvar (1969)
- A Pál utcai fiúk (1969)
- Ismeri a szandi mandit? (1969)
- N.N., a halál angyala (1970)
- Ítélet (1970)
- Égi bárány (1970)
- Szerelmesfilm (1970)
- Bűbájosok (1970)
- Egy őrült éjszaka (1970)
- Szép lányok, ne sírjatok! (1970)
- Egy óra múlva itt vagyok (1971)
- Hangyaboly (1971)
- Madárkák (1971)
- Agitátorok (1971)
- Nyulak a ruhatárban (1972)
- Nápolyt látni és… (1972)
- Még kér a nép (1972)
- Hekus lettem (1972)
- Macskajáték (1972)
- Holt vidék (1972)
- Petőfi ’73 (1973)
- A magyar ugaron (1973)
- Plusz-mínusz egy nap (1973)
- Tűzoltó utca 25. (1973)
- Nincs idő (1973)
- Keménykalap és krumpliorr 1–4. (1973)
- Ősbemutató (1974)
- A szerelem határai (1974)
- Holnap lesz fácán (1974)
- Hószakadás (1974)
- Álmodó ifjúság (1974)
- Szerelmem, Elektra (1974)
- Hajdúk (1975)
- 141 perc a befejezetlen mondatból (1975)
- Budapesti mesék (1976)
- Azonosítás (1976)
- Az ötödik pecsét (1976)
- Ékezet (1977)
- Küldetés (1977)
- Magyarok (1978)
- Egyszeregy (1978)
- Csillag a máglyán (1979)
- Magyar rapszódia (1979)
- Cserepek (1980)
- Fábián Bálint találkozása Istennel (1980)
- Köszönöm, megvagyunk (1981)
- Mennyei seregek (1983)
- Gyertek el a névnapomra (1983)
- Szirmok, virágok, koszorúk (1984)
- Szörnyek évadja (1987)
- A másik ember (1988)
- Jézus Krisztus horoszkópja (1989)
- Gyerekgyilkosságok (1993)

## Díjai
- Balázs Béla-díj (1969)
- Érdemes Művész (1989)